# 1968 في جامايكا
فيما يلي قوائم الأحداث التي وقعت خلال عام 1968 في جامايكا.

## ظهور
- 1 يناير – موسيقى الأمبينت

## مواليد

### يناير
- 1 يناير – كاميلي أ. نيلسون[1]
- 9 يناير – جيمي آدامز لاعب كركيت جنوب أفريقي.

### أبريل
- 11 أبريل – باول يونغ لاعب كرة قدم جامايكي.

### يونيو
- 16 يونيو – نحميا بيري

### يوليو
- 27 يوليو – فابيان مارلي

### أغسطس
- 18 أغسطس – بيتر إيزاك لاعب كرة قدم جامايكي.[2]

### أكتوبر
- 9 أكتوبر – ديون هيمنغز منافِسة أوليمبية جامايكية.[3]
- 17 أكتوبر – زيجي مارلي موسيقي جمايكي.[4]
- 22 أكتوبر – شاغي مغني جامايكي.[5]

### ديسمبر
- 12 ديسمبر – لوري وليامز

## وفيات

### أغسطس
- 7 أغسطس – جوزيف هولت (مواليد 1895)